# Max Müller

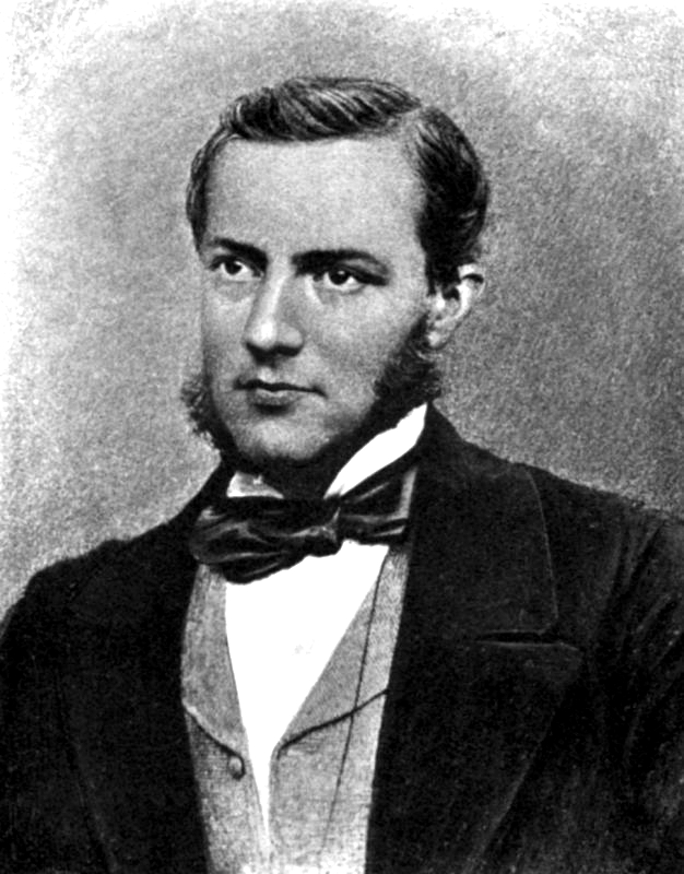
Max Müller w młodości

Friedrich Max Müller (ur. 6 grudnia 1823 w Dessau, zm. 28 października 1900 w Oksfordzie) – niemiecki filolog, orientalista, jeden z twórców zachodnioeuropejskiej indologii oraz religioznawstwa porównawczego jako dyscyplin naukowych. Pisał zarówno dzieła naukowe, jak i prace popularyzatorskie z indologii, którą sam wprowadził do brytyjskiego obiegu czytelniczego. Jego Sacred Books of the East (Święte księgi Wschodu), potężny, 50-tomowy zbiór angielskich przekładów przygotowanych pod jego kierunkiem, uznawane są nadal za pomnik nauki okresu wiktoriańskiego.

## Życie i twórczość
Urodził się w Dessau jako syn poety romantycznego Wilhelma Müllera, do którego wierszy Franz Schubert skomponował muzykę w cyklach Die schöne Müllerin i Winterreise. Matka Maksa Müllera, Adelheide Müller, była najstarszą córką premiera Anhalt-Dessau. Müller znał Feliksa Mendelssohna, a jego ojcem chrzestnym był Carl Maria von Weber.
W 1841 roku wstąpił na Uniwersytet w Lipsku, gdzie porzucił swe wcześniejsze zainteresowania muzyką i poezją na rzecz filozofii. W 1843 roku otrzymał doktorat na podstawie pracy nt. „Etyki” Spinozy. Wykazywał duże zdolności do języków, opanowując, oprócz języków klasycznych, łaciny i greki, również arabski, perski i sanskryt. Rozpoczął tłumaczenie Upaniszad dla Schellinga, a następnie kontynuował badania nad sanskrytem pod kierunkiem Franza Boppa, pierwszego uczonego badającego języki indoeuropejskie w sposób systematyczny. To pod wpływem Schellinga Müller zaczął wiązać historię języka z historią religii. W tym okresie Müller opublikował swoją pierwszą książkę, niemieckie tłumaczenie Hitopadesi (Hitopadeśa), zbioru indyjskich bajek.
W roku 1845 Müller pojechał do Paryża studiować sanskryt u Eugène Burnoufa. To właśnie Burnouf zachęcił go, aby korzystając z rękopisów dostępnych w Anglii, przetłumaczył całą Rygwedę.
W 1846 roku Müller przeniósł się do Anglii, aby studiować teksty sanskryckie w zbiorach Kompanii Wschodnioindyjskiej. Z początku utrzymywał się z działalności pisarskiej, a jego pierwsza powieść, German Love, zyskała sobie w owym czasie sporą popularność. Powiązania Müllera z Kompanią Wschodnioindyjską i z sanskrytologami z Oksfordu przyczyniły się do jego kariery w Wielkiej Brytanii, gdzie ostatecznie stał się najważniejszym autorytetem w sprawach kultury Indii, kontrolowanych przez Wielką Brytanię jako część imperium brytyjskiego. Ułatwiło to wielostronne kontakty między intelektualistami indyjskimi i brytyjskimi, szczególnie dzięki powiązaniom Müllera z Brahmo Samadź. W 1851 r. Müller został przyjęty do kolegium Christ Church w Oksfordzie, gdy wygłosił pierwszy cykl wykładów na temat filologii porównawczej. W 1854 r. został mianowany Taylorian Professor of Modern European Languages (profesorem języków nowożytnych) oraz profesorem filologii porównawczej w Oksfordzie. W 1860 r. nie udało mu się wygrać konkursu na profesora sanskrytologii, lecz później został pierwszym w historii Oksfordu profesorem teologii porównawczej All Souls College (1868-1875).
Współpracownikiem Müllera w dziedzinie religioznawstwa porównawczego był James Legge, autor pierwszego kompleksowego tłumaczenia chińskich ksiąg klasycznych na angielski.

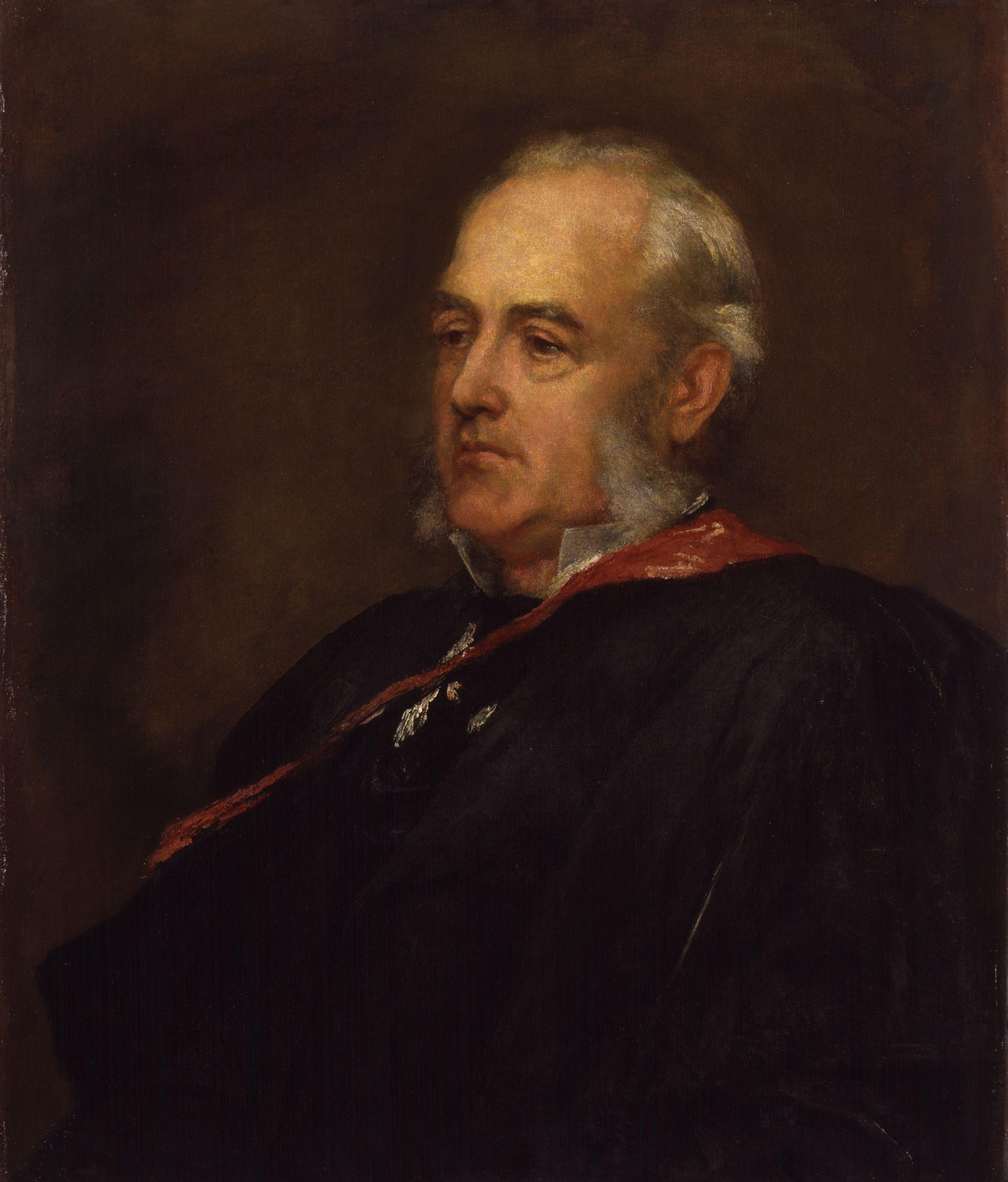
Portret Maxa Müllera w wieku starszym, pędzla George’a Fredericka Wattsa, 1894-1895

Müller podjął próbę sformułowania filozofii religii, która odnosiłaby się do kryzysu wiary zrodzonego, z jednej strony, przez historyczne i krytyczne badania religii prowadzone przez niemieckich uczonych, a z drugiej przez darwinizm. Müller był nieufny wobec badań Darwina nad ewolucją człowieka i atakował jego pogląd na rozwój umiejętności człowieka. Jego dzieło podjęli komentatorzy zjawisk kultury, jak jego przyjaciel John Ruskin, który widział w nim właściwą odpowiedź na ówczesny kryzys (patrz Dover Beach Matthew Arnolda). Analizował różne mitologie jako racjonalizacje zjawisk natury, prapoczątki, które można by nazwać „protonauką” w ramach ewolucji kultury. „Anty-Darwinowskie” idee Müllera na temat ewolucji różnych kultur uznaje się za przykład tej część jego dorobku, która w najmniejszym stopniu wytrzymała próbę czasu.
Müller miał wiele poglądów wspólnych z romantykami, co wpływało na jego sposób opisu starożytnych religii, zwłaszcza na podkreślanie wpływu emocjonalnego związku z siłami natury na tworzenie się wczesnych religii.

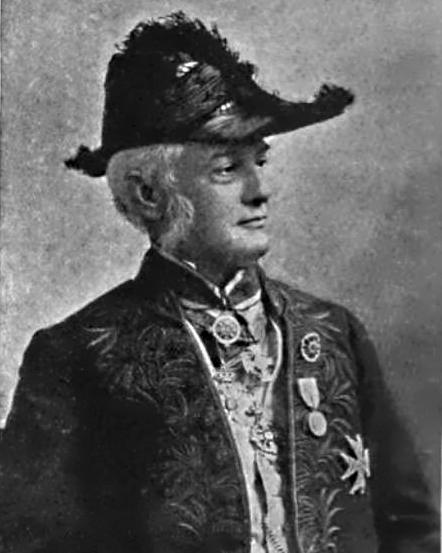
Müller około roku 1898.

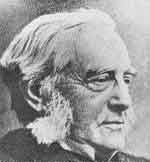
Max Müller w wieku starszym

Badania sanskrytologiczne Müllera przypadły na czas, gdy uczeni zaczęli postrzegać rozwój języka w związku z rozwojem kultury. Niedawne odkrycie rodziny języków indoeuropejskich wywołało wiele spekulacji na temat związków między kulturą klasyczną, grecko-rzymską, a kulturami bardziej starożytnych ludów. Przodka klasycznej kultury europejskiej szczególnie często upatrywano w kulturze wedyjskiej Indii, a uczeni próbowali porównywać pokrewne języki kultur europejskich i azjatyckich w celu zrekonstruowania najstarszych form prajęzyka. Język wedyjski, sanskryt, uważano za najstarszy język indoeuropejski. Dlatego Müller poświęcił się jego badaniu, stając się jednym z najważniejszych sanskrytologów swoich czasów. Müller uważał, że należy badać najstarsze dokumenty kultury wedyjskiej, aby znaleźć klucz do zrozumienia rozwoju europejskich religii pogańskich oraz do wierzeń religijnych w ogóle. To chciał osiągnąć, starając się zrozumieć najstarsze pisma wedyjskie, Rygwedę.
Wielkie wrażenie na Müllerze wywarł żyjący w tych samych czasach Śri Ramakryszna Paramahansa, rzecznik filozofii Wedanty. Müller poświęcił mu kilka esejów i książek.
W 1907 r. jedna ze współczesnych Müllerowi, D. Menant, opublikowała pracę omawiającą wykład Müllera z 1878 roku inaugurujący tzw. „Hibbert Lectures” („wykłady Hibbertowskie”). Stwierdziła w niej, że to właśnie Müller i reformator społeczny Behramji Malabari (1853–1912) odegrali kluczową rolę w zainicjowaniu debaty na temat małżeństw między dziećmi i kwestii możliwości ponownego wychodzenia za mąż przez wdowy w Indiach.
W 1881 r. Müller opublikował tłumaczenie pierwszego wydania Krytyki czystego rozumu Kanta. Zgadzał się z Schopenhauerem, że to właśnie wydanie najrzetelniej i najbardziej bezpośrednio oddaje myśl Kanta. Jego tłumaczenie prostowało kilka omyłek popełnionych przez innych tłumaczy.
Do 1888 r. był przewodniczącym English Goethe Society, kiedy to zastąpił go Edward Dowden.
Jego żona, Georgina Adelaide (zm. 1916), zebrała i oprawiła pozostawione przez niego notatki i korespondencję. Są teraz przechowywane w Bodleian Library, w Oksfordzie.

## Wybrane publikacje
Prace naukowe Müllera, wydane oddzielnie, jak i w 18-tomowym zbiorze Collected Works Dzieła zebrane, obejmują:
- A History of Ancient Sanskrit Literature So Far As It Illustrates the Primitive Religion of the Brahmans (1859), 1859
- Lectures on the Science of Language (1864, 2 vols.), Fifth Edition, Revised 1866
- Chips from a German Workshop (1867-75, 5vols.)
- Introduction to the Science of Religion (1873)
- Lectures on the Origin and Growth of Religion as Illustrated by the Religions of India (1878)
- India, What can it Teach Us? (1883)
- Biographical Essays (1884)
- The German Classics from the Fourth to the Nineteenth Century (1886,2Vols)
- The Science of Thought (1887,2Vols)
- Studies in Buddhism (1888)
- Six Systems of Hindu Philosophy (1899)
- Gifford Lectures z lat 1888–1892 (Collected Works, vols. 1-4)
  - Natural Religion (1889), Vol. 1, Vol. 2
  - Physical Religion (1891), 
  - Anthropological Religion (1892), 
  - Theosophy, or Psychological Religion (1893),
- Auld Lang Syne (1898,2 Vols), a memoir
- My Autobiography: A Fragment (1901)
- The Life and Letters of the Right Honourable Friedrich Max Müller (1902, 2 vols.) Vol I , Vol II